# Божё-Сен-Валье-Пьержю-э-Киттёр
Божё-Сен-Валье́-Пьержю́-э-Киттёр (фр. Beaujeu-Saint-Vallier-Pierrejux-et-Quitteur) — коммуна во Франции, находится в регионе Франш-Конте. Департамент — Верхняя Сона. Входит в состав кантона Жи. Округ коммуны — Везуль.
Код INSEE коммуны — 70058.

## География
Коммуна расположена приблизительно в 290 км к юго-востоку от Парижа, в 39 км северо-западнее Безансона, в 39 км к западу от Везуля.
Вдоль северо-западной границы коммуны протекает река Сона.

## История
В 1807 году к коммуне Божё была присоединена коммуна Пьержю, в 1808 году — Сен-Валье, а в 1972 году — Киттёр.

## Население
Население коммуны на 2010 год составляло 1009 человек.
| 1962 | 1968 | 1975 | 1982 | 1990 | 1999 | 2010 |
| ---- | ---- | ---- | ---- | ---- | ---- | ---- |
| 513  | 545  | 576  | 688  | 732  | 739  | 1009 |

## Администрация
| Период | Период | Фамилия     | Партия | Примечания |
| ------ | ------ | ----------- | ------ | ---------- |
| 2001   | 2002   | Андре Жанре |        |            |
| 2003   | 2014   | Дени Парра  |        |            |

## Экономика
В 2010 году среди 559 человек трудоспособного возраста (15—64 лет) 413 были экономически активными, 146 — неактивными (показатель активности — 73,9 %, в 1999 году было 73,4 %). Из 413 активных жителей работали 392 человека (208 мужчин и 184 женщины), безработными было 21 (8 мужчин и 13 женщин). Среди 146 неактивных 38 человек были учениками или студентами, 66 — пенсионерами, 42 были неактивными по другим причинам.

## Достопримечательности
- Церковь Св. Реми (XII век). Исторический памятник с 1913 года[3]
- Башня замка (X век). Исторический памятник с 1977 года[4]
- Кузница (1679 год). Исторический памятник с 1998 года[5]
- Здание мэрии и общественной прачечной (1830 год). Исторический памятник с 1979 года[6]

## Фотогалерея

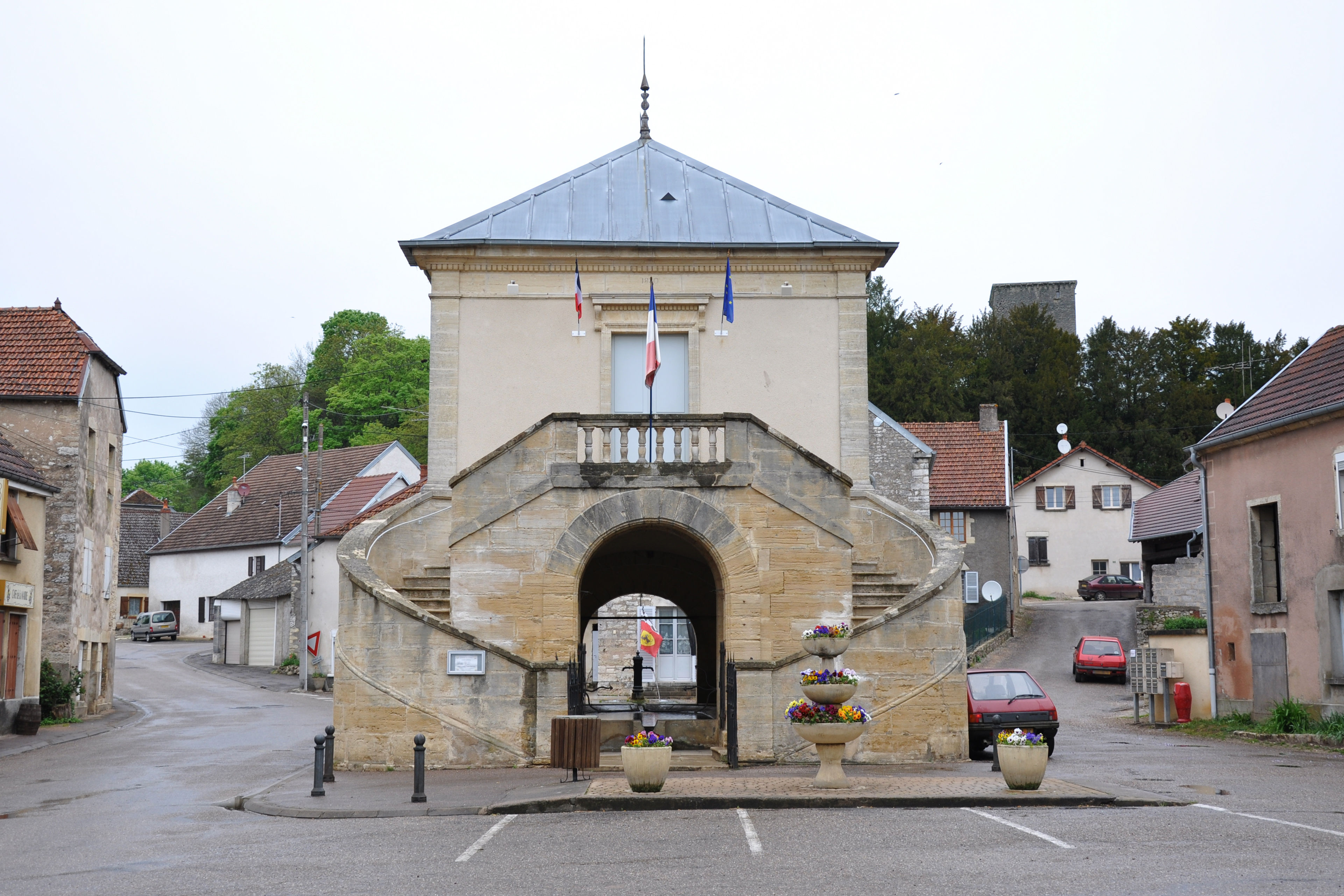
Здание мэрии и общественной прачечной
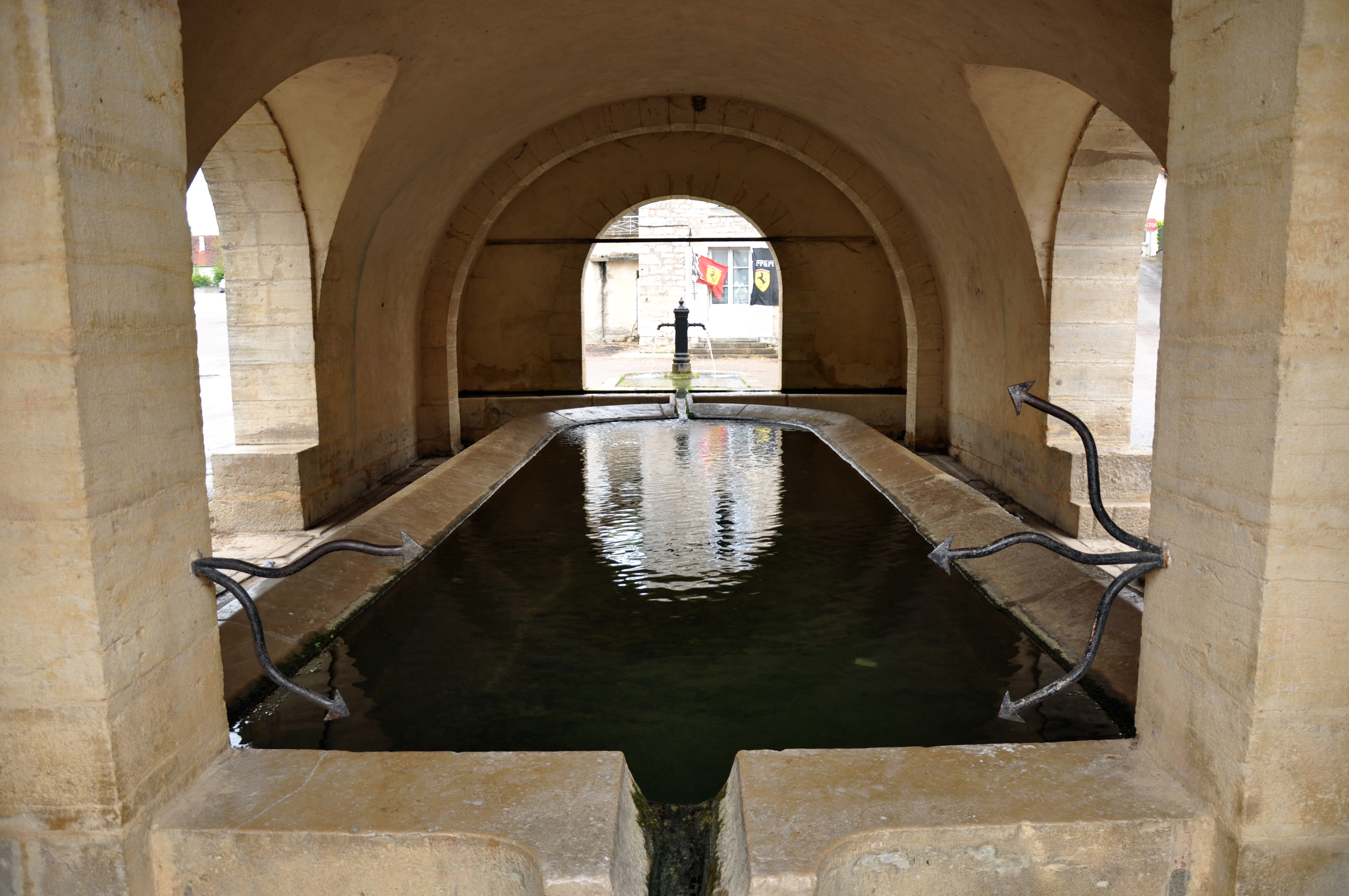
Общественная прачечная
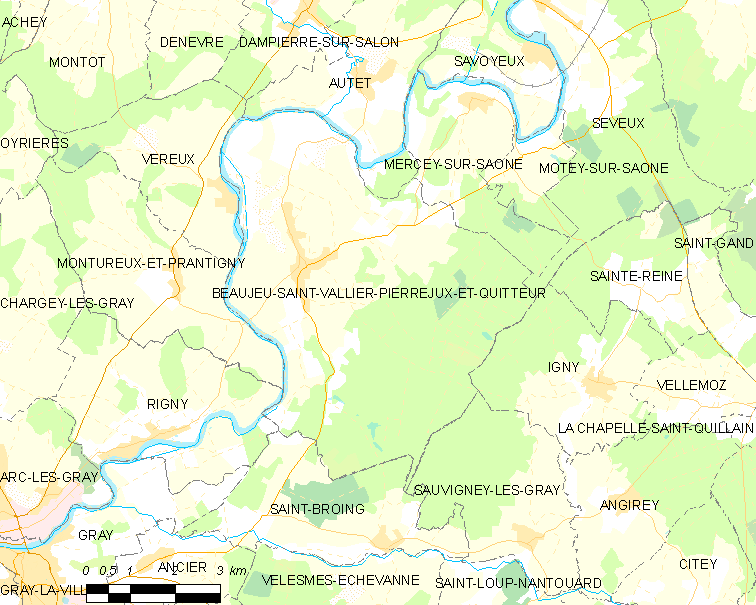
Карта коммуны